# Pilea antioquensis
Pilea antioquensis är en nässelväxtart som beskrevs av Ellsworth Paine Killip. Pilea antioquensis ingår i släktet pileor, och familjen nässelväxter. Inga underarter finns listade i Catalogue of Life.